# Euheresiarches celebensis
Euheresiarches celebensis là một loài tò vò trong họ Ichneumonidae.